# Рудовка (Иркутская область)
Рудовка — село в Жигаловском районе Иркутской области России. Административный центр Рудовского сельского поселения.

## География
Село находится на левом берегу реки Лена, на расстоянии примерно 5 км к юго-юго-востоку (SSE) от рабочего посёлка Жигалово, административного центра района. Абсолютная высота — 423 м над уровнем моря.

## Население
| 2002 | 2010 | 2011 | 2012 |
| ---- | ---- | ---- | ---- |
| 369  | ↘323 | ↘320 | ↘308 |

### Половой состав
По данным Всероссийской переписи, в 2010 году численность населения села составляла 323 человек (148 мужчин и 175 женщин).

## Улицы
- ул. Детская,
- ул. Заозёрная,
- ул. Исакова,
- ул. Куйбышева,
- ул. Школьная[6].